# Reinas del Paraguay
Reinas del Paraguay è un concorso di bellezza nazionale in Paraguay fondato in 2022 partorisca selezionare alle rappresentanti paraguaiane nei concorsi di Miss Universo, Miss Mondo, Miss International, Miss Terra e Reina Hispanoamericana.

## Storia
Tra il 2004 e 2021, l'entità incaricata di selezionare alle rappresentanti paraguaiane per i concorsi internazionali è stato l'impresa boliviana Promociones Gloria, che anche organizza il Miss Bolivia.
Il 10 di marzo di 2022, annunciò che Ariela Machado, Miss Universo Paraguay 2017, ha acquistato i diritti di Miss Universo Paraguay. Il 25 d'aprile, Machado ha confermato che ha comprato il franchising insieme al suo marito, Carsten Pfau, con l'impresa Agri Terra S.A. Il 7 di giugno, il certamen è stato lanciato con il nome «Reinas del Paraguay» sotto l'indirizzo d'Ariela Machado e con Paolo Defelippe come produttore generale.
A partire del 2023, il concorso anche invia rappresentanti alla Reina Hispanoamericana.

## Albo d'oro
| Anno | Miss Universo Paraguay | Miss Mondo Paraguay    | Miss International Paraguay   | Miss Terra Paraguay          | Reina Hispanoamericana Paraguay | Ref.  |
| ---- | ---------------------- | ---------------------- | ----------------------------- | ---------------------------- | ------------------------------- | ----- |
| 2023 | Elicena Andrada Orrego | Yanina Gómez Ojeda     | Jimena Sosa Martínez          | Gretha Estigarribia Matiauda | Lorena Román Castillo           | [ 6 ] |
| 2022 | Leah Duarte Ashmore    | Dahiana Benítez Gatzke | Jazmín de la Sierra Rodríguez | Macarena Tomas               | N.D.                            | [ 7 ] |

### Reinas de Belleza del Paraguay (2004-2021)
Dal 2004 fino il 2021, l'impresa boliviana Promociones Gloria ha selezionato alle rappresentanti paraguaiane per competere nei concorsi internazionali.
| Anno | Miss Universo Paraguay                 | Miss Mondo Paraguay    | Miss International Paraguay | Miss Terra Paraguay                                                 | Ref.   |
| ---- | -------------------------------------- | ---------------------- | --------------------------- | ------------------------------------------------------------------- | ------ |
| 2021 | Nadia Ferreira                         | Bethania Borba         | Ariane Maciel               | Evelyn Andrade                                                      |        |
| 2020 | Vanessa Castro                         | N.D.                   | N.D.                        | Natalhia Escobar Jiménez                                            |        |
| 2019 | Ketlin Lotterman                       | Araceli Bobadilla      | Elida Lezcano               | Jociani Repossi                                                     | [ 14 ] |
| 2018 | Belén Alderete                         | Maquenna Gaiarín Díaz  | N.D.                        | Larissa Domínguez Morel                                             | [ 15 ] |
| 2017 | Ariela Machado                         | Paola Oberladstatter   | Daisy Lezcano Rojas         | Valeria Ivasiuten                                                   | [ 16 ] |
| 2016 | Andrea Melgarejo                       | Simone Freitag         | Tatiana Rolín               | Vanessa Ramírez                                                     |        |
| 2015 | Laura Garcete (detronizzata)           | Giovanna Cordeiro      | Mónica Mariani              | Andrea Melgarejo                                                    |        |
| 2015 | Myriam Arévalos (ha assunto il titolo) | Giovanna Cordeiro      | Mónica Mariani              | Andrea Melgarejo                                                    |        |
| 2014 | Sally Jara                             | Myriam Arévalos        | Jéssica Servín              | Sendy Cáceres                                                       | [ 20 ] |
| 2013 | Guadalupe González                     | Coral Ruíz Reyes       | María Marta Raviolo Vera    | Karen Duarte (ha rinunciato) Leticia Cáceres (ha assunto il titolo) | [ 22 ] |
| 2012 | Egni Eckert                            | Fiorella Migliore      | Nicole Huber                | Alexandra Fretes                                                    | [ 23 ] |
| 2011 | Alba Riquelme                          | Nicole Huber           | Stephanía Stegman           | Alexandra Fretes                                                    | [ 24 ] |
| 2010 | Yohana Benítez                         | Egni Eckert            | María José Paredes          | N.D.                                                                | [ 25 ] |
| 2009 | Mareike Baumgarten                     | Tamara Sosa            | Romina Bogado               | N.D.                                                                | [ 26 ] |
| 2008 | Giannina Rufinelli                     | Gabriela Rejala        | Marilé Barrios              | N.D.                                                                | [ 27 ] |
| 2007 | María José Maldonado                   | María de la Paz Vargas | Daiana Ferreira-Acosta      | N.D.                                                                | [ 28 ] |
| 2006 | Lourdes Arévalos                       | N.D.                   | N.D.                        | N.D.                                                                |        |
| 2005 | Karina Buttner                         | Emilse Gómez           | N.D.                        | Tania Domanickzy                                                    |        |
| 2004 | Yanina González                        | Tania Domanickzy       | N.D.                        | Yanina González                                                     |        |

## Rappresentanza internazionale

### Rappresentanza in Miss Universo
- : Vincitrice
- : Qualificata tra le 5/6 finaliste
- : Qualificata come semifinalista
- : Ha ricevuto un premio speciale

| Anno                                         | Dipartimento           | Miss Universo Paraguay               | Posizione              | Premi speciale                                |
| -------------------------------------------- | ---------------------- | ------------------------------------ | ---------------------- | --------------------------------------------- |
| Reinas del Paraguay                          |                        |                                      |                        |                                               |
| 2023                                         | Cordillera             | Elicena Andrada Orrego               |                        |                                               |
| 2022                                         | Guairá                 | Lía Aymara «Leah» Duarte Ashmore     |                        |                                               |
| Miss Universo Paraguay                       |                        |                                      |                        |                                               |
| 2021                                         | Guairá                 | Nadia Tamara Ferreira                | 2ª classificata        |                                               |
| 2020                                         | Cordillera             | Vanessa Castro Guillén               |                        |                                               |
| Reinas de Belleza del Paraguay               |                        |                                      |                        |                                               |
| 2019                                         | Alto Paraná            | Ketlin Lottermann Bazzo              |                        |                                               |
| 2018                                         | Cordillera             | María Belén Alderete Gayoso          |                        |                                               |
| 2017                                         | Amambay                | Ariela Teresa Machado Peralta        |                        |                                               |
| Miss Universo Paraguay                       |                        |                                      |                        |                                               |
| 2016                                         | Guairá                 | Lourdes Andrea Melgarejo González    |                        |                                               |
| Nuestra Belleza Paraguay                     |                        |                                      |                        |                                               |
| 2015                                         | Distrito Capital       | Myriam Carolina Arévalos Villalba    |                        |                                               |
| 2014                                         | Amambay                | Sally Luz Jara Dávalos               |                        |                                               |
| 2013                                         | Distrito Capital       | María Guadalupe González Talavera    |                        |                                               |
| Miss Universo Paraguay                       |                        |                                      |                        |                                               |
| 2012                                         | Central                | Egni Analia Almirón Eckert           |                        |                                               |
| 2011                                         | Presidente Hayes       | Alba Riquelme Valenzuela             |                        |                                               |
| 2010                                         | Central                | Yohana Benítez Olmedo                |                        |                                               |
| 2009                                         | Central                | Mareike Baumgarten Oroa              |                        |                                               |
| Belleza Paraguaya                            |                        |                                      |                        |                                               |
| 2008                                         | Distrito Capital       | Giannina Rufinelli Rojas             |                        |                                               |
| Miss Universo Paraguay                       |                        |                                      |                        |                                               |
| 2007                                         | Boquerón               | María José Maldonado Gómez           |                        |                                               |
| 2006                                         | Alto Paraguay          | Lourdes Verónica Arévalos Elías      | 4ª classificata        |                                               |
| 2005                                         | Itapúa                 | Karina Rebecca Buttner Naumann       |                        |                                               |
| 2004                                         | Alto Paraguay          | Yanina Alicia González Jorgge        | 4ª classificata        |                                               |
| Miss Paraguay                                |                        |                                      |                        |                                               |
| Nessuna rappresentante tra il 2002 e il 2003 |                        |                                      |                        |                                               |
| 2001                                         | Caazapá                | Rosmary Brítez                       |                        |                                               |
| 2000                                         | Alto Paraná            | Carolina Ramírez Franco              |                        |                                               |
| 1999                                         | San Pedro              | Carmen Morínigo Machuca              |                        |                                               |
| 1998                                         | Ñeembucú               | Luz Marina González Ruíz             |                        |                                               |
| 1997                                         | Cordillera             | Rossana Elizabeth Jiménez Pereira    |                        |                                               |
| 1996                                         | Distrito Capital       | Martha Lovera Parquét                |                        |                                               |
| 1995                                         | Distrito Capital       | Bettina Rosmary Barboza Caffarena    |                        |                                               |
| 1994                                         | Presidente Hayes       | Lilian Noemí González Mena           |                        |                                               |
| 1993                                         | Itapúa                 | Carolina Barrios                     |                        |                                               |
| 1992                                         | Boquerón               | Pamela Zarza Enríquez                |                        | - Miglior costume nazionale                   |
| 1991                                         | Distrito Capital       | Vivian Rosana Benítez Brizuela       | Top 10                 | - Miglior costume nazionale (2ª classificata) |
| 1990                                         | Alto Paraguay          | Mónica Plate Cano                    |                        |                                               |
| 1989                                         | Paraguarí              | Ana Victoria Schaerer Del Puerto     |                        |                                               |
| 1988                                         | Canindeyú              | Marta Noemi Acosta Granada           |                        |                                               |
| 1987                                         | Itapúa                 | Tammy Elizabeth Ortigoza Sonneborn   |                        |                                               |
| 1986                                         | Distrito Capital       | Johana Kelner Toja                   |                        |                                               |
| 1985                                         | Distrito Capital       | Beverly Ocampo Gadea                 |                        |                                               |
| 1984                                         | Guairá                 | Elena Ortiz Allegretti               |                        |                                               |
| Nessuna rappresentante tra il 1982 e il 1983 |                        |                                      |                        |                                               |
| 1981                                         | Cordillera             | María Isabel Urizar Caras            |                        | - Miss Congenialità                           |
| 1980                                         | Nessuna rappresentante | Nessuna rappresentante               | Nessuna rappresentante | Nessuna rappresentante                        |
| 1979                                         | Distrito Capital       | Patricia Lohman Bernie               |                        |                                               |
| 1978                                         | Distrito Capital       | Rosa María Duarte Melgarejo          |                        |                                               |
| 1977                                         | Distrito Capital       | María Leticia Zarza Perriet          |                        |                                               |
| 1976                                         | Central                | Nidia Fátima Cárdenas                |                        |                                               |
| 1975                                         | Alto Paraná            | Susana Beatriz Vire Ferreira         |                        |                                               |
| 1974                                         | Alto Paraguay          | María Ángela Zulema Medina Monjagata |                        |                                               |
| 1973                                         | Concepción             | Teresita María Cano                  |                        |                                               |
| 1972                                         | Central                | María Stella Volpe Martínez          |                        |                                               |
| 1971                                         | Nessuna rappresentante | Nessuna rappresentante               | Nessuna rappresentante | Nessuna rappresentante                        |
| 1970                                         | Paraguarí              | Teresa Mercedes Brítez Sullow        |                        |                                               |
| Nessuna rappresentante tra il 1968 e il 1969 |                        |                                      |                        |                                               |
| 1967                                         | Presidente Hayes       | María Eugenia Torres                 |                        |                                               |
| 1966                                         | Alto Paraguay          | Mirtha Martínez                      |                        |                                               |
| 1965                                         | Alto Paraguay          | Stella Castell                       |                        |                                               |
| 1964                                         | Distrito Capital       | Miriam Riart Brugada                 | Top 15                 |                                               |
| 1963                                         | Central                | Amelia Benítez                       |                        |                                               |
| 1962                                         | Alto Paraguay          | Corina Rollon                        |                        |                                               |
| 1961                                         | Distrito Capital       | María Cristina Osnaghi               |                        |                                               |
| 1960                                         | Distrito Capital       | Mercedes Ruggia                      |                        |                                               |
| 1959                                         | Nessuna rappresentante | Nessuna rappresentante               | Nessuna rappresentante | Nessuna rappresentante                        |
| 1958                                         | Alto Paraguay          | Graciela Scorza                      |                        |                                               |
| 1957                                         | Caaguazú               | Lucy Montonaro                       |                        |                                               |

### Rappresentanza in Miss Mondo
- : Vincitrice
- : Qualificata tra le 5/6 finaliste
- : Qualificata come semifinalista
- : Ha ricevuto un premio speciale

| Anno                                         | Dipartimento | Miss Mondo Paraguay | Posizione | Premi speciale |
| -------------------------------------------- | --- | --- | --- | --- |
| Reinas del Paraguay                          | | | | |
| 2024                                         | Central | Yanina Gómez Ojeda | Per competere | |
| 2023                                         | Itapúa | Dahiana Ayelén Benítez Gatzke | | |
| 2022                                         | Miss Mondo 2021 è stata riprogrammata per il 16 marzo 2022 a causa dello scoppio della pandemia di COVID-19 in Porto Rico, nessuna edizione è iniziata nel 2022 | Miss Mondo 2021 è stata riprogrammata per il 16 marzo 2022 a causa dello scoppio della pandemia di COVID-19 in Porto Rico, nessuna edizione è iniziata nel 2022 | Miss Mondo 2021 è stata riprogrammata per il 16 marzo 2022 a causa dello scoppio della pandemia di COVID-19 in Porto Rico, nessuna edizione è iniziata nel 2022 | Miss Mondo 2021 è stata riprogrammata per il 16 marzo 2022 a causa dello scoppio della pandemia di COVID-19 in Porto Rico, nessuna edizione è iniziata nel 2022 |
| 2021                                         | Alto Paraná | Bethania Belén Borba Rodríguez | Top 40 | - Head-to-Head (vincitore) - Miss World Beauty With a Purpose (Top 28)                                                                                          |
| 2020                                         | A causa dell'impatto della pandemia di COVID-19, nel 2020 non si è svolto alcun concorso                                                                        | A causa dell'impatto della pandemia di COVID-19, nel 2020 non si è svolto alcun concorso                                                                        | A causa dell'impatto della pandemia di COVID-19, nel 2020 non si è svolto alcun concorso                                                                        | A causa dell'impatto della pandemia di COVID-19, nel 2020 non si è svolto alcun concorso                                                                        |
| 2019                                         | Distrito Capital | Araceli Beatriz Bobadilla Candia | Top 40 | - Head to Head (vincitore) - Miss World Talent (Top 27) |
| 2018                                         | Itapúa | Maquenna Gaiarín Díaz | | - Miss World Talent (Top 18) |
| 2017                                         | Alto Paraná | Paola Oberladstatter Arce | | - Miss World Talent (Top 20) |
| 2016                                         | Alto Paraná | Simone Patricia Freitag Krutzman | | |
| 2015                                         | Distrito Capital | Giovanna Estéfani Cordeiro Villalba | | - Top Model (Top 30) - Miss World Talent (4ª classificata) - Danzas del Mundo (vincitore)                                                                       |
| Nuestra Belleza del Paraguay                 | | | | |
| 2014                                         | Distrito Capital | Myriam Carolina Arévalos Villalba | | |
| 2013                                         | Central | Coral Ruíz Reyes | | |
| Miss Universo Paraguay                       | | | | |
| 2012                                         | Distrito Capital | Fiorella Migliore Llanes | | - Miss World Talent (Top 16) |
| 2011                                         | Ñeembucú | Nicole Elizabeth Huber Vera | Top 20 | |
| 2010                                         | Central | Egni Analia Almirón Eckert | Top 25 | |
| 2009                                         | Canindeyú | Tamara Sosa Zapattini | | |
| Belleza Paraguaya                            | | | | |
| 2008                                         | Central | Gabriela Mercedes Rejala Llanes | | |
| Miss Universo Paraguay                       | | | | |
| 2007                                         | Distrito Capital | María de la Paz Vargas Morinigo | | |
| 2006                                         | Nessuna rappresentante | Nessuna rappresentante | Nessuna rappresentante | Nessuna rappresentante |
| 2005                                         | Presidente Hayes | Emilce Gómez | Non ha gareggiato | Non ha gareggiato |
| 2004                                         | Distrito Capital | Tania María Domaniczky Vargas | | |
| Miss Mundo Paraguay - selección oficial      | | | | |
| 2003                                         | Itapúa | Karina Rebeca Buttner Naumann | | |
| Miss Paraguay                                | | | | |
| Nessuna rappresentante tra il 2001 e il 2002 | | | | |
| 2000                                         | — | Patricia Villanueva Distefano | | |
| 1999                                         | — | Mariela Candia Ramos | | |
| 1998                                         | — | Perla Carolina Benítez González | | |
| 1997                                         | — | Mariela Quiñónez García | | |
| 1996                                         | Distrito Capital | María Ingrid Götze Scheunemann | | |
| 1995                                         | — | Patricia Serafini Geoghegan | | |
| 1994                                         | Distrito Capital | Jannyne Elena Peyrat Scolari | | |
| 1993                                         | Distrito Capital | Claudia Florentín Fariña | | |
| 1992                                         | — | Lourdes Magdalena Zaracho | | |
| 1991                                         | Distrito Capital | Vivian Rosanna Benítez Brizuela | | |
| 1990                                         | — | Alba María Cordero Rivals | | |
| 1989                                         | — | Alicia María Jaime Villamayor | | |
| 1988                                         | — | María José Miranda | | |
| 1987                                         | — | Lourdes Beatriz Stanley Baranda | | |
| 1986                                         | Amambay | Verónica América Angulo Ahcinelli | | |
| 1985                                         | Distrito Capital | Daisy Patricia Ferreira Caballero | Top 15 | |
| 1984                                         | — | Susana María Ivansiuten Haurelechen | | |
| 1983                                         | — | Antonella Filartiga Montuori | | |
| 1982                                         | — | Zulema Domínguez Gutter | | |
| 1981                                         | Nessuna rappresentante | Nessuna rappresentante | Nessuna rappresentante | Nessuna rappresentante |
| 1980                                         | — | Celia Noemí Schaerer | | |
| 1979                                         | — | Martha María Galli Romanach | | |
| 1978                                         | — | Susana Del Pilar Galli | | |
| 1977                                         | — | María Elizabeth Giardina | | - Miss Personalità |
| 1976                                         | — | María Cristina Fernández Samaniego | | |
| Nessuna rappresentante tra il 1973 e il 1975 | | | | |
| 1972                                         | — | Rosa Angélica Mussi | | |
| 1971                                         | — | Rosa María Duarte Melgarejo | | |
| 1970                                         | Nessuna rappresentante | Nessuna rappresentante | Nessuna rappresentante | Nessuna rappresentante |
| 1969                                         | — | Blancanieves Zaldívar | | |
| Nessuna rappresentante tra il 1960 e il 1968 | | | | |
| 1959                                         | — | Elvira dos Santos Encina | | |